# Caridina messofluminis
Caridina messofluminis е вид десетоного от семейство Atyidae.

## Разпространение
Видът е разпространен в Камерун.